# Шта би било, кад би било
Шта би било, кад би било је дечја образовна телевизијска серија Телевизије Београд емитована од 1986. до 1988. године. Репризирана је почетком 90-их година. Главну улогу играо је Младен Андрејевић као Аца поштар. Поред Аце у серији су учествовала и глумила деца из вртића, у серији називана „поштарчићи“.
Уредник серије је Бисерка Пејовић, сценариста Мирољуб Поповић, а редитељ Славољуб Божиновић.
У серији су гостовали и други глумци и познате личности, као нпр. Бранко Коцкица, Ненад Ненадовић...

## Радња
Серија се бавила важним питањима одрастања. Деца су слала писма Аци поштару у којима су износила своје проблеме и дилеме. Свако писмо би почињало са: „Драги Ацо и поштарчићи...“. Он би прочитао писмо и уз помоћ поштарчића помогао у решавању проблема. У решавању им је помагао и анимирани љубичасти голуб Гута, који је имао поштарску капу и торбу. Гута би у форми песме отпевао поучни одговор.

## Улоге
| Глумац            | Улога      |
| ----------------- | ---------- |
| Младен Андрејевић | Аца поштар |

## Уводна шпица
Песму из уводне шпице пева Младен Андрејевић са дечјим хором.
Аца је увек Аца,

од напред и од натрашке,

Аца је увек Аца,

за странце и за нашке.
Аца је незаменљив,

кад нешто низбрдо крене,

његова велика торба,

примиће тебе и мене.

## О улози Аце поштара
О улози Аце поштара Младен Андрејевић каже:
„Остао сам Аца поштар. Људи ретко знају моје име. Зову ме више Аца поштар или Циле, по улози коју сам играо у филму „Кад порастем бићу кенгур“. Навикао сам на то. Веома ми је драго што ме, иако је Аца поштар био актуелан 1986. године, они који сада имају око тридесетак година, препознају на улици и имају потребу да ми се јаве. Кажу ми да су ме гледали кад су били мали. Знам да сам оставио неки траг као глумац, на шта сам поносан.“.